# Бредов, Фердинанд фон
Фердина́нд фон Бре́дов (нем. Ferdinand von Bredow; 16 мая 1884, Нойруппин — 30 июня 1934, Берлин) — немецкий генерал, был главой абвера, а также исполнял обязанности министра обороны в кабинете Курта фон Шлейхера.
Считался единомышленником и ближайшим помощником фон Шлейхера, последнего рейхсканцлера Веймарской республики.
Возглавляя в течение продолжительного периода времени армейскую разведку и контрразведку, являлся, тем самым, носителем секретной информации, которая в случае публикации могла представлять определённую опасность для руководителей нацистской Германии. Вероятно, по этим соображениям, он и стал, наряду с фон Шлейхером, одной из многочисленных жертв Ночи длинных ножей. 30 июня 1934 года к нему в дом ворвалась группа людей, затолкала генерала в припарковавшийся неподалёку полицейский фургон. Там его убили. Тело сбросили в придорожную канаву.